# 合川路
31°10′39″N 121°22′34″E / 31.17749°N 121.37606°E
合川路，是中華人民共和國上海市闵行区的一条道路，以重庆市合川区命名。南起闵虹路，北迄延安西路，长约18千米，宽35米。合川路建成后，与剑河路串联，成为上海西南中、外环线之间的一条重要大道，有助于缓解闵行南北走向的交通压力。

## 歷史
由于20世纪90年代初期，梅陇镇、虹桥镇、古美街道开发存在一些遗留问题，全线一度无法贯通而被腰斩为四段，给周边车辆和行人出行带来极大的不便，因最南端、最北端跨度十千米有余，号称“闵行区有史以来跨度最大的断头路”，被戏称“鬼打墙路”。
由于合川路串联起古美路街道、漕河泾开发区和吴中路，因此，合川路的辟通迫在眉睫。2014年8月，闵行区就此问题专门组织政府部门前往现场进行踏勘，并主持召开了专题会议，明确“打通合川路势在必行”。
2017年底，合川路全线贯通。

## 註释
1. ↑  程家桥路到古美西路17千米，北延伸约800米，南延伸约815.35米。
2. ↑  虹桥镇在上世纪九十年代建设了程家桥路—吴中路段，古美街道建设了东兰路—平吉路段。为建设虹桥镇新镇区，2007—2008年开始，虹桥镇又陆续投入一亿多元人民币动迁新桥村村民，建设了漕宝路北侧—吴中路段[2]。为建设十二号线及万源城，上海城开建设了顾戴路—平吉路段。其余路段因梅陇镇的土地问题未能落实，故无法建设（漕宝路—东兰路属于梅陇镇华一村，顾戴路以南为梅陇镇陇西村）